# Miami Sound Machine
De Miami Sound Machine is de begeleidingsband van Gloria Estefan. De groep bracht in 1975 haar eerste plaat uit. Bekende hits van de Miami Sound Machine zijn Conga en Bad Boy.
Naarmate Gloria Estefan meer bekend raakte en het gezicht van de groep werd, raakte de Miami Sound Machine meer op de achtergrond. Het duidelijkst zichtbaar was dat op de albums van de groep: van Miami Sound Machine via Gloria Estefan & the Miami Sound Machine naar Gloria Estefan.
De groep behaalde in 2005 onverwachts opnieuw de hitlijsten, toen de oude hit Dr. Beat in een remix met Drop the pressure van Mylo Doctor pressure werd.

## Discografie

### Albums
| Album met eventuele hitnotering(en) in de Nederlandse Album Top 100 | Datum van verschijnen | Datum van binnenkomst | Hoogste positie | Aantal weken | Opmerkingen        |
| ------------------------------------------------------------------- | --------------------- | --------------------- | --------------- | ------------ | ------------------ |
| Primitive love                                                      | 1986                  | 22-03-1986            | 30              | 18           |                    |
| Anything for you                                                    | 1988                  | 17-12-1988            | 1(15wk)         | 56           | met Gloria Estefan |

### Singles
| Single met eventuele hitnotering(en) in de Nederlandse Top 40 | Datum van verschijnen | Datum van binnenkomst | Hoogste positie | Aantal weken | Opmerkingen                        |
| ------------------------------------------------------------- | --------------------- | --------------------- | --------------- | ------------ | ---------------------------------- |
| Dr. Beat                                                      | 1984                  | 01-09-1984            | 3               | 9            |                                    |
| Conga                                                         | 1986                  | 08-03-1986            | 3               | 10           | Alarmschijf                        |
| Bad boy                                                       | 1986                  | 03-05-1986            | 2               | 11           |                                    |
| Falling in love (Uh-oh)                                       | 1986                  | 09-08-1986            | 27              | 4            |                                    |
| Words get in the way                                          | 1986                  | 25-10-1986            | 17              | 5            | Alarmschijf                        |
| Rhythm is gonna get you                                       | 1987                  | 01-08-1987            | 31              | 3            | met Gloria Estefan                 |
| Can't Stay Away from You                                      | 1988                  | 10-12-1988            | 1(2wk)          | 14           | met Gloria Estefan                 |
| Anything for You                                              | 1989                  | 18-02-1989            | 2               | 10           | met Gloria Estefan                 |
| 1 2 3                                                         | 1989                  | 22-04-1989            | 13              | 7            | met Gloria Estefan                 |
| Doctor pressure                                               | 2005                  | 24-09-2005            | 17              | 8            | met Mylo / Dancesmash op Radio 538 |

| Single met hitnotering(en) in de Vlaamse Ultratop 50 | Datum van verschijnen | Datum van binnenkomst | Hoogste positie | Aantal weken | Opmerkingen |
| ---------------------------------------------------- | --------------------- | --------------------- | --------------- | ------------ | ----------- |
| Doctor pressure                                      | 2005                  | 29-10-2005            | 9               | 11           | met Mylo    |

### NPO Radio 2 Top 2000
| Nummers met noteringen in de NPO Radio 2 Top 2000 | '99  | '00  | '01  | '02  | '03  |
| ------------------------------------------------- | ---- | ---- | ---- | ---- | ---- |
| Anything for You (met Gloria Estefan)             | 927  | 1479 | -    | -    | -    |
| Can't Stay Away from You (met Gloria Estefan)     | 656  | 1017 | 1670 | 1995 | 1589 |
| Conga                                             | -    | 1313 | 1526 | 1732 | -    |
| Dr. Beat                                          | 1385 | 1709 | 1800 | -    | -    |

1. ↑  Een '-' betekent dat het nummer niet was genoteerd en een vetgedrukt getal geeft de hoogste notering van een nummer aan.
2. ↑  Deze tabel is bijgewerkt tot en met de laatste editie (2024).